# Maligní nádor z pochvy periferního nervu

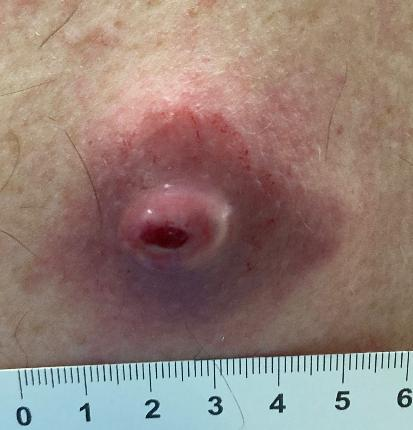
Maligní nádor pochvy periferního nervu, kůže zad 65letého muže

Maligní nádor z pochvy periferního nervu (anglicky Malignant peripheral nerve sheath tumor, zkratka MPNST), dříve označovaný jako neurofibrosarkom, maligní schwannom, či neurosarkom, je vysoce zhoubný nádor periferní nervové soustavy, vyrůstající z pochvy nervu, který recidivuje a tvoří vzdálené metastázy. Vyjmuty z této skupiny jsou tumory vyrůstající z epineuria či cévního zásobení periferního nervu. Ve vyšší míře se vyskytuje ve spojení s neurofibromatózou typu 1. 

## Léčba
Léčba je chirurgická, též se uplatňuje radio- a chemoterapie, jejíž přínos je sporný. Metastazuje v 40 % případů. Špatná progóza souvisí s velikostí prvního nálezu, pokročilostí nádorů a rozsahem metastáz.